# Osíčko
Osíčko (deutsch Ositschko, früher Ossiczko) ist eine Gemeinde in Tschechien. Sie liegt sieben Kilometer nordöstlich von Bystřice pod Hostýnem und gehört zum Okres Kroměříž.

## Geographie
Osíčko befindet sich am nördlichen Fuße der Hosteiner Berge am Rande der Podbeskydská pahorkatina (Vorbeskidenhügelland). Das Dorf liegt rechtsseitig der Moštěnka und bildet mit dem gegenüberliegenden Příkazy ein geschlossenes Bebauungsgebiet. Südlich verläuft die Bahnstrecke Hulín – Valašské Meziříčí; die Bahnstation Osíčko liegt am Ortsrand von Příkazy, von ihr führt ein Anschlussgleis ins Industriegebiet Loukov. Östlich erheben sich die Vrcha (408 m) und Kunovická Hůrka (587 m), im Südosten die Černá bařina (653 m), südlich der Na Stráži (448 m), Kelčský Javorník (865 m) und Javorník (799 m) sowie im Südwesten der Štipce (370 m). 
Nachbarorte sind Drholec, Trávník, Všechovice und Provodovice im Norden, Lhota im Nordosten, Komárno und Podhradní Lhota im Osten, Rajnochovice im Südosten, Vičanov und Tesák im Süden, Příkazy und Loukov im Südwesten, Libosváry im Westen sowie Vítonice und Horní Újezd im Nordwesten. 

## Geschichte
Die erste schriftliche Erwähnung von Nouum Hosek (Nový Osek) erfolgte im Jahre 1360, als das Bistum Olmütz das Dorf zusammen mit Příkazy kaufte und beide Ortschaften an Zdeněk von Domaželice weiterveräußerte. 1371 verkaufte Zdeněks Witwe Magdalena ihren Anteil an der Mühle und dem Wald in Osschezska an Kuník von Drahotouš. 1403 gehörte Osečko zur bischöflichen Herrschaft Kelč. Ein aus diesem Jahre stammender Kaufvertrag zwischen dem Vogt Šimek und einem Tomáš aus Loukov belegt nicht nur die Existenz einer Vogtei, sondern auch deren umfangreiche Privilegien. Der Vogt von Osečko besaß für seinen Eigenbedarf das Recht zur Jagd und zum Holzeinschlag in den herrschaftlichen Wäldern und durfte u. a. die Sattlerei sowie das Schmiede- und Metzgerhandwerk ausüben. Zudem gehörte zur Vogtei ein Freikretscham. 1499 wurde das Dorf Osecko genannt. Gepfarrt war es zunächst nach Horní Újezd und wurde 1653 nach der Aufhebung der dortigen Pfarre nach Všechovice eingepfarrt. Im Hufenregister von 1676 sind für Osytzka 17 Wirtschaften ausgewiesen, von denen zwei wüst lagen. Das älteste Ortssiegel stammt vom Übergang vom 17. zum 18. Jahrhundert; es wurde bis 1820 verwendet und trägt die Umschrift POCTIWA OBEC OSICKA. 1718 wurde das Dorf als Ossicžka und 1720 als Ositzko bezeichnet. Die Bewohner waren zu Frondiensten zur Erhaltung des Weges von Bystřice pod Hostýnem nach Valašské Meziříčí verpflichtet. Seit der Wiedereinrichtung der Pfarre Horní Újezd im Jahre 1785 gehört das Dorf wieder zu deren Sprengel. Bis zur Mitte des 19. Jahrhunderts blieb Ossiczko immer nach Kelč untertänig.
Nach der Aufhebung der Patrimonialherrschaften bildete Osičko /Ossiczko ab 1850 eine Gemeinde in der Bezirkshauptmannschaft Holleschau und dem Gerichtsbezirk Bistritz. Im Jahre 1854 hatte Osičko 211 Einwohner. Während des Deutschen Krieges waren im Jahre 1866 für fünf Wochen preußische Kürassiere in Osičko einquartiert. Seit 1872 führt die Gemeinde den Namen Osíčko. 1883 begann in Osíčko der Zuckerrübenanbau für die Zuckerfabrik Hulín. 1888 erwarb die Gemeinde das Gebäude des aufgehobenen Jagdreviers in Příkazy und richtete darin eine Schule ein, in der ausschließlich die Kinder aus Osíčko unterrichtet wurden. Zwischen 1886 und 1888 wurde die Eisenbahnstrecke von Bystřice pod Hostýnem nach Valašské Meziříčí erbaut. In Příkazy entstand eine Bahnstation, die den Namen „Příkazy-Osíčko“ erhielt. Die Bewohner von Příkazy und Osíčko gründeten 1899 eine gemeinschaftliche Feuerwehr. 1908 einigten sich die Gemeinden Osíčko und Příkazy über die Aufnahme der Kinder aus Příkazy in die auf deren Kataster befindliche Schule. Im Jahre 1930 wurde Osíčko elektrifiziert. Mit Beginn des Jahres 1951 wurden Příkazy und Osíčko zu einer Gemeinde zusammengeschlossen. Diese erhielt den Namen Osíčko, obwohl Příkazy die größere der beiden Ortschaften war. Nach der Aufhebung des Okres Holešov wurde die Gemeinde 1960 dem Okres Kroměříž zugeordnet. Zwischen 1961 und 1983 besaß Příkazy den Status eines Ortsteiles. Seit 1995 führt die Gemeinde ein Wappen und Banner.

## Ortsgliederung
Für die Gemeinde Osíčko sind keine Ortsteile ausgewiesen. Die Gemeinde besteht aus den Ansiedlungen Osíčko (Ositschko) und Příkazy (Prikas).

## Sehenswürdigkeiten
- Kapelle Mariahilf auf dem Dorfanger von Osíčko, geweiht 1785
- Kapelle Mariä Heimsuchung auf dem Dorfanger von Příkazy, errichtet 1864. Im Jahre 1925 wurde darin ein Altar zum Gedenken an die Opfer des Ersten Weltkrieges hergerichtet
- Wasserteiler von der Moštěnka zur Libosvárka, südlich des Dorfes in den Wäldern am Fuße des Kelčský Javorník